# Друзюк Світлана Олександрівна
Друзюк Світлана Олександрівна — український політик. Народилася 2 квітня 1949 у місті  Миколаїв.

## Біографія

### Освіта
- Одеський політехнічний інститут (1971), інженер електронної техніки;
- Одеський державний університет імені І. І. Мечникова (1994), політолог.

Входила до фракції партії «Трудова Україна».
До обрання працювала викладачем соціально-економічних наук Білгород-Дністровського морського рибопромислового технікуму.

## Політична діяльність
З 1998 по 2002 — Народний депутат України 3-го скликання, обрана по виборчому округу № 137 (Одеська область). Член комітету у закордонних справах.
Під час президентських виборів 2004 р. була серед офіційних спостерігачів від кандидата на пост Президента України Януковича В. Ф. в окремому закордонному виборчому окрузі.
Під час парламентських виборів 2006 року входила до виборчого списку Всеукраїнської партії «Нова сила» під 12 номером, проте Центральна виборча комісія України відмовила їй в реєстрації з підстав неналежного оформлення поданих для реєстрації документів.
На позачергових виборах народних депутатів України 30 вересня 2007 року була під № 11 серед кандидатів у народні депутати України від Комуністичної партії України (оновленої). Проте ця партія, набравши 0,29 % голосів виборців не пройшла до парламенту.